# Isla Diego de Almagro
Isla Diego de Almagro är en ö i Chile.   Den ligger i regionen Región de Magallanes y de la Antártica Chilena, i den södra delen av landet, 2 000 km söder om huvudstaden Santiago de Chile. Arean är 376 kvadratkilometer.
Terrängen på Isla Diego de Almagro är kuperad. Öns högsta punkt är 1 053 meter över havet. Den sträcker sig 44,0 kilometer i nord-sydlig riktning, och 26,3 kilometer i öst-västlig riktning.
Trakten runt Isla Diego de Almagro består i huvudsak av gräsmarker. Trakten runt Isla Diego de Almagro är nära nog obefolkad, med mindre än två invånare per kvadratkilometer.